# Lavotchkin La-150
O Lavotchkin La-150 (também conhecido por Izdelie 150 – Aeronave ou Artigo 150, Designação da USAF/DOD Type 3), foi projetado pelo OKB Lavotchkin em resposta a uma ordem de 1945 para construir um caça a jato de assento único, utilizando apenas um turbojato alemão. Nesta época, tanto os americanos como os britânicos, além dos alemães, já haviam feito voar caças a jato e o único motor soviético a jato em desenvolvimento (o Liulka TR-1) ainda não estava pronto para produção. O projeto foi concluído rapidamente, mas a construção de cinco protótipos foram protelados pela falta de experiência da fábrica em produzir aeronaves de metal. A aeronave fez o seu voo inaugural em Setembro de 1946, mas provou necessitar de grandes modificações para cumprir com os requerimentos da Força Aérea Soviética. Estas modificações foram demoradas, atrasando a sua construção e testes, fazendo com que a aeronave já estivesse obsoleta quando foi concluída. Até mesmo uma variante com um motor bem mais potente era inferior a outras aeronaves que a OKB tinha sob desenvolvimento, tendo todo o trabalho nesta aeronave sido encerrado em 1947.

## Projeto e desenvolvimento
Foi solicitado em Fevereiro de 1945 à Lavotchkin que projetasse um caça de assento único que pudesse utilizar um motor turbojato de fluxo axial Junkers Jumo 004B. Assim como os seus rivais na Mikoyan-Gurevich com seu MiG-9, a OKB escolheu uma configuração "pod-and-boom" para o seu novo caça, baseado no conselho do Instituto Hidro e Aerodinâmico Central (TsAGI), apesar de o seu desenho ter uma asa montada na parte superior da fuselagem. A asa da aeronave, construída inteiramente de metal, tinha bordos de ataque fixos e flaps com slots. A cabine de pilotagem ficava bem para a frente, dando ao piloto boa visibilidade e sendo protegido por um encosto de cabeça blindado. O parabrisas do cockpit em forma de gota também era blindado. Dois canhões de 23 mm Nudelman-Suranov NS-23 foram instalados na parte inferior da fuselagem com 75 cartuchos por arma. O trem de pouso triciclo retraía para a fuselagem. O derivado soviético do motor Jumo, o RD-10, tinha um empuxo de 900 kgf (1 980 lbf) e era montado atrás da cabine. Um escudo térmico de aço protegia a parte inferior traseira da fuselagem dos gases de exaustão do motor. O ar era fornecido por uma entrada no nariz da aeronave que se dividia ao redor da cabine antes de chegar ao motor. Sete tanques, cinco na fuselagem e um em cada lado da asa, carregavam um total de 500 kg (1 100 lb) de combustível.
A construção de um mockup em tamanho real foi finalizado em Junho de 1945 pela Fábrica nº 81, mas o pedido de cinco protótipos foi feito à Fábrica nº 381, pelo fato da nº 81 estar já envolvida em outros programas. Os desenhos de construção foram entregues no final de Agosto, mas os protótipos atrasaram pelo fato de a fábrica não ter experiência na construção de aeronaves de metal e não ter todas as ferramentas necessárias. No fim do ano, a fábrica tinha conseguido completar apenas uma estrutura para testes de cargas estáticas. Isto demonstrou que a parte traseira da fuselagem, asa e cauda precisariam de ser reforçadas, dando a oportunidade de aumentar também o estabilizador vertical. Estes testes e modificações cobraram seis meses de trabalho, pelo que o primeiro protótipo não foi concluído até Julho de 1946. Os testes do fabricante começaram em 27 de Agosto, após os testes em solo terem requerido a troca do motor por duas vezes, realizando então o voo inaugural em 11 de Setembro.
No dia seguinte, o Conselho de Ministros solicitou que uma pequena quantia de jatos de cada OKB deveria participar no desfile de 7 de Novembro comemorando a Revolução de Outubro. Devido ao cronograma apertado, os componentes de dois protótipos não concluídos foram entregues da Fábrica nº 301 em Khimki, a nova sede da Lavotchkin, para montagem pela Fábrica nº 381. A Fábrica nº 21 em Gorki juntou-se ao programa com mais três aeronaves construídas em tempo recorde com auxílio da Fábrica nº 301. O ferramental foi construído em 5 a 10 dias, com a primeira aeronave sendo concluída em uma semana e meia.

### Testes e avaliação
Todas as oito aeronaves foram concluídas em 1 de Novembro e foram testadas para assegurar a sua prontidão em participar no desfile. Receberam posteriormente a designação em serviço não oficial de La-13. Foi considerado muito arriscado voar a aeronave de Gorki para Moscou e a sua asa não podia ser desmontada, não sendo possível também o seu transporte terrestre. Foram construídos então carretas de três eixos especiais e a aeronave foi levada a Moscou, mas o voo no desfile foi cancelado devido ao mau tempo.
Os testes conduzidos na preparação para o desfile revelaram um grande número de falhas no projeto, incluindo estabilidade direcional ruim, uma cabine de pilotagem apertada sem aquecimento ou ventilação, difícil acesso ao motor e capacidade inadequada de combustível, agravada pela falta de um indicador de combustível e deficientes forças de controle do profundor. Cinco aeronaves foram modificadas para corrigir estes problemas antes de voltar aos voos de teste no final de 1946. As modificações não foram inteiramente bem sucedidas e, enquanto a estabilidade lateral era muito boa, as forças do profundor permaneceram muito fracas. Os problemas dos motores, entretanto, atormentaram os testes pelo fato de o primeiro protótipo ter requerido a troca de motor quatro vezes.
Após a conclusão dos testes do fabricante em Abril de 1947, uma aeronave voltou à fábrica para grandes modificações, conhecido então como 150M. As pontas da asa foram anguladas 35º para baixo para reduzir a estabilidade lateral, sendo a asa redesenhada para poder ser desmontada da fuselagem e o balanceamento aerodinâmico dos profundores foi reduzido de 24% para 20%. A capacidade de combustível foi aumentada para 660 kg (1 460 lb), a cabine foi alargada em 80 cm (31,5 in) e equipada com um assento ejetor. Placas de blindagem dianteiras e traseiras foram instaladas para proteger o piloto e um novo mastro de rádio foi instalado. Todas essas mudanças fizeram o peso aumentar em 365 kg (805 lb), aumentando também o arrasto, que reduziu a velocidade máxima da aeronave em 73 km/h (39,4 kn), para um total de 805 km/h (435 kn), aumentando também o tempo de subida para 5 000 m (16 400 ft) de 4,8 para 7,2 minutos em comparação com a aeronave não modificada. Dado o desenho de alto desempenho, a Aeronave 156, já havia sido enviado para testes do estado, fazendo com que Semion Lavotchkin decidisse não prosseguir com o desenvolvimento do 150M.
Ao mesmo tempo, a OKB estava desenvolvendo duas versões de pós-combustão do RD-10 na tentativa de aumentar o empuxo do motor. O modelo mais bem-sucedido era 100 mm (3,94 in) mais comprido e pesava 31 kg (68,3 lb) a mais que o motor original. O seu empuxo, entretanto, foi aumentado em 340 kgf (750 lbf), mais de 30% a mais de empuxo. Este motor foi designado izdelie IuF pela OKB e foi instalado em um protótipo da aeronave 150 em Julho de 1947, designado 150F. O empuxo adicional aumentou a velocidade máxima da aeronave para 950 km/h (513 kn) a nível do mar e 915 km/h (494 kn) a uma altitude de 4 320 m (14 200 ft). Isto fez com que o 150F fosse o segundo caça soviético mais rápido do período, após o MiG-9 ter sido construído com dois motores RD-21 com pós-combustão. Ainda assim, Lavotchkin decidiu não enviar o 150F para mais testes devido as falhas de projeto fundamentais da estrutura não terem sido ainda resolvidas.

## Operadores
União Soviética
- Força Aérea Soviética

## Variantes
- 150M – Um protótipo do 150 foi modificado com pontas de asas inclinadas, uma cabine de pilotagem mais ampla e capacidade de combustível adicional.[12]
- 150F – Um protótipo do 150 foi modificado com um motor Izdelie IuF, um RD-10 com pós-combustão.[11]